# Dodge (Dakota du Nord)
Pour les articles homonymes, voir Dodge (homonymie).
La ville de Dodge est située dans le comté de Dunn, dans l’État du Dakota du Nord, aux États-Unis. Sa population, qui s’élevait à 87 habitants lors du recensement de 2010, est estimée à 102 habitants en 2018.

## Histoire
Dodge a été fondée en 1915.

## Démographie
| 1920 | 1930 | 1940 | 1950 | 1960 | 1970 |
| ---- | ---- | ---- | ---- | ---- | ---- |
| 172  | 204  | 234  | 251  | 226  | 121  |

| 1980 | 1990 | 2000 | 2010 | - | - |
| ---- | ---- | ---- | ---- | - | - |
| 199  | 135  | 125  | 87   | - | - |

## Source
- (en) Cet article est partiellement ou en totalité issu de l’article de Wikipédia en anglais intitulé « Dodge, North Dakota » (voir la liste des auteurs).